# Johann Georg Müller (Architekt)

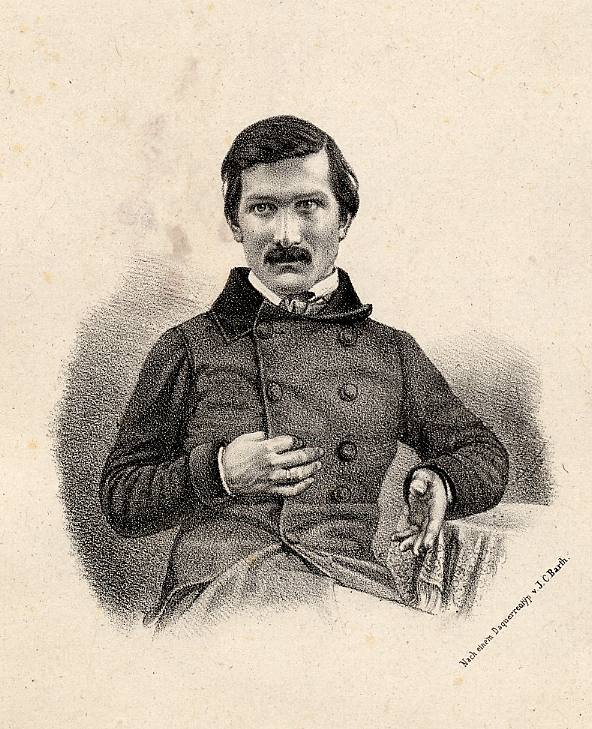
Johann Georg Müller

Johann Georg Müller (* 15. September 1822 in Mosnang, Kanton St. Gallen; † 2. Mai 1849 in Wien) war ein Schweizer Architekt.

## Leben
Der Sohn des Wirts, Kreisammanns und Buntwebereibesitzers Johann Baptist Müller und der Maria Theresia Müller, geborene Glanzmann, absolvierte ab 1837 eine Lehre beim St. Galler Architekten Felix Wilhelm Kubly. Auf dessen Empfehlung begab sich Müller 1839 nach München, um im Architekturbüro von Georg Friedrich Ziebland weitere Erfahrungen zu sammeln und 1840 für ein Jahr lang die Akademie der Bildenden Künste München zu besuchen. Zum einprägsamen Erlebnis für Müller wurde seine Italienreise von 1842 bis 1844 als Begleiter des reichen Baslers Rudolf Merian, die ihn zu den Baudenkmälern der Toskana, Roms und Siziliens führte, ihn mit kunsttheoretischen Fragen konfrontierte und ihn seine Skizzenbücher mit hochstehenden Aquarellen füllen liess. Damals fand Müller auch Interesse am Vollendungsprojekt der Florentiner Domfassade, das ihn bis zu seinem frühen Tod beschäftigte.
Die Jahre 1844 bis 1847 verbrachte er freischaffend vor allem in Wil SG. Herausragende Arbeiten dieser Zeit waren 1844 die Teilnahme am Wettbewerb für ein Schweizerisches Nationaldenkmal (ausser Konkurrenz mit einer Goldmedaille bedacht) und die Planung der spätgotischen, reformierten Kirche St. Laurenzen in St. Gallen. Seine Entwürfe für die Hochbauten der Zürich-Bodenseebahn sind dagegen nie ausgeführt worden.

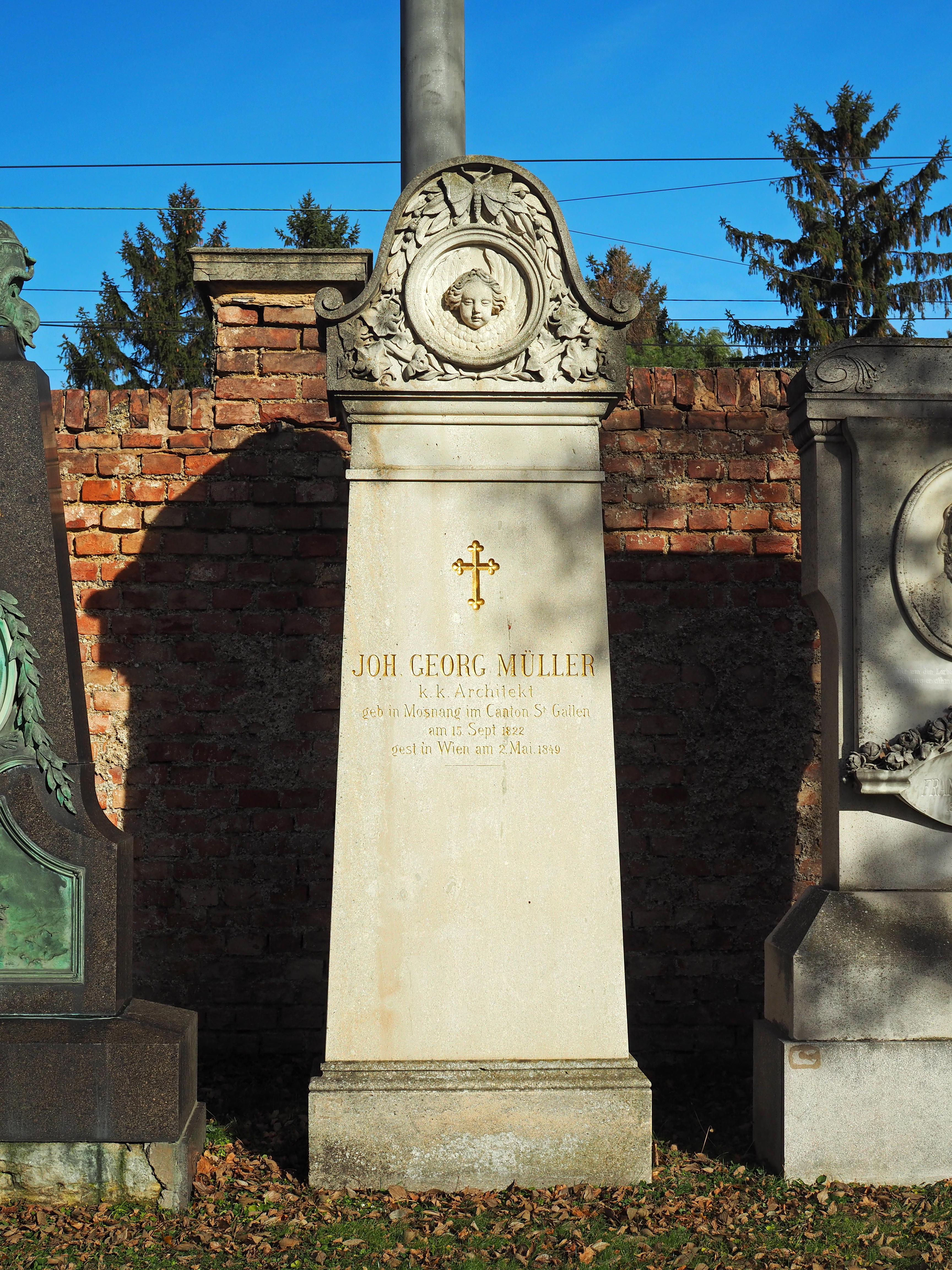
Grabstätte von Johann Georg Müller auf dem Wiener Zentralfriedhof

Seine Forschung an dem Sakralbauwerk St. Laurenzen zeugt von seinem Geschichtsbewusstsein und dem Willen zur Denkmalpflege. Ohne die Renovierung dieser Stadtkirche – als Pendant zur fürstäbtischen Klosterkirche – hätte diese den Zeitabschnitt der kulturellen Erneuerung nicht überlebt. Hinzu kommt, dass Müller nicht nur im neugotischen Gedankengut verankert war, wie sein Gutachten zur Klosterkirche Neu St. Johann belegt. «Mit seinen theoretischen Arbeiten und vor allem durch diese Restaurierungsprojekte hinterliess Müller als weitblickender Vordenker ein Lebenswerk, das die grundlegende Denkmalpflegediskussion auslöste.»
Angeregt von Ludwig Förster übersiedelte Müller 1847 nach Wien, wo 1848 aus dem Wettbewerbsgewinn für den Neubau der Altlerchenfelder Pfarrkirche ein grosser Erfolg und überdies eine feste Anstellung als Baumeister dieser Kirche resultierten. Müller konnte diese ebenso wenig antreten wie die ihm angetragene Professur für Baukunst an der Ingenieur-Akademie Wien, da er zuvor einem Tuberkuloseleiden erlag. Das Ehrengrab von Johann Georg Müller befindet sich auf dem Wiener Zentralfriedhof (Gruppe 0, Reihe 1, Nr. 13).
Wenn auch in baupraktischen Fragen eher ungelenk, war Müller doch einer der künstlerisch vielfältigsten und talentiertesten Schweizer Architekten des 19. Jahrhunderts. Er hatte in der mittelalterlichen, vor allem der gotischen Architektur sein Ideal gefunden, ohne diesen Stil getreu kopieren zu wollen.
Zu seinen Brüdern gehörten Johann Joseph und Johann Fridolin Müller.

## Bilder

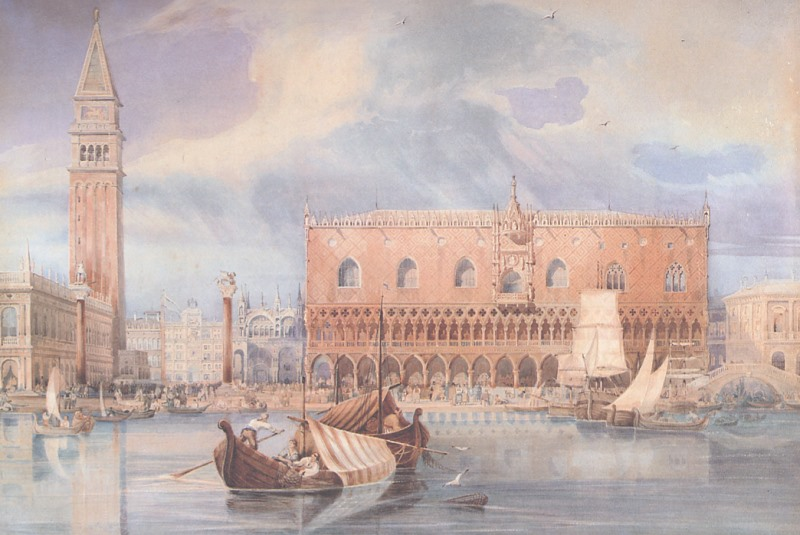
Markusturm und Dogenpalast, Venedig
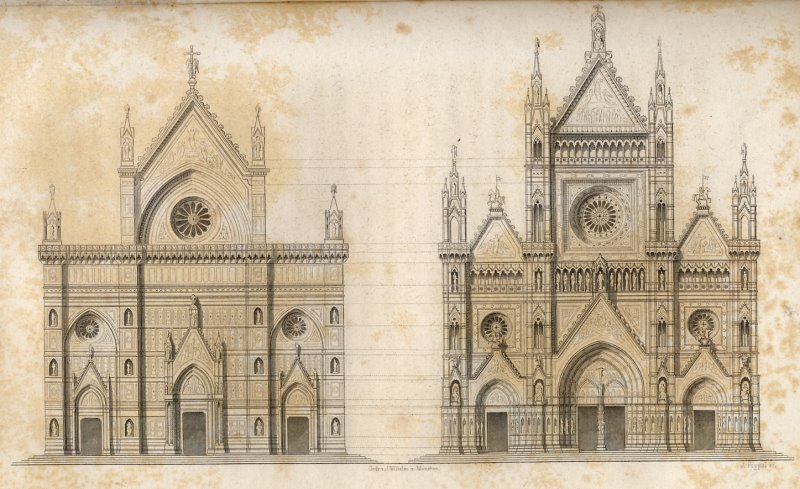
Nie realisierte Fassade der Kathedrale von Florenz
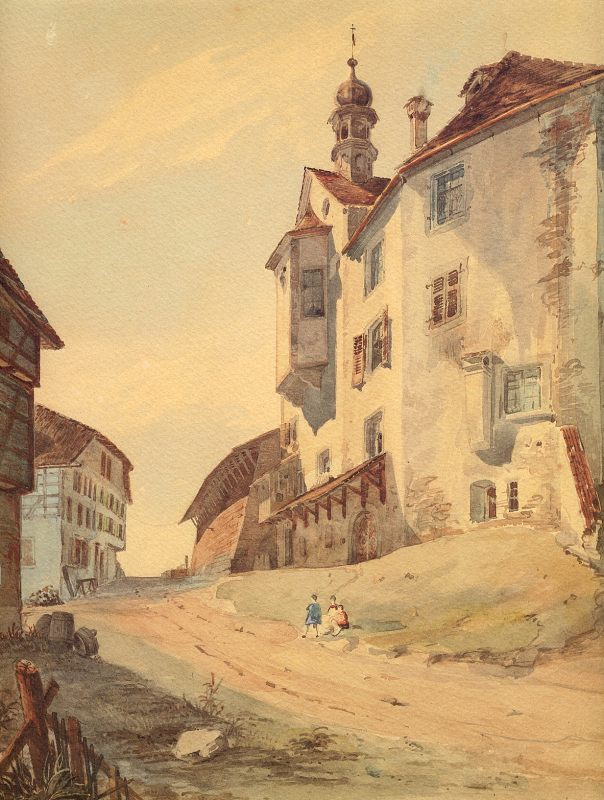
Rückwärtige Seite des Hofs zu Wil
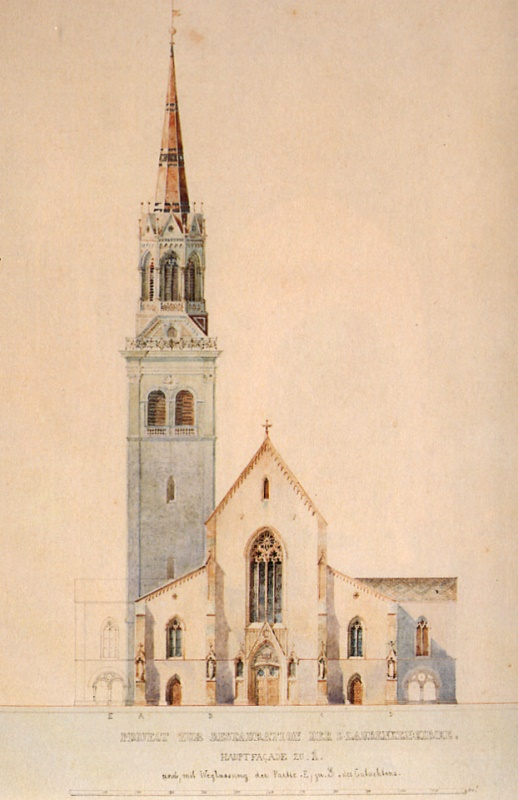
St. Laurenzen in St. Gallen
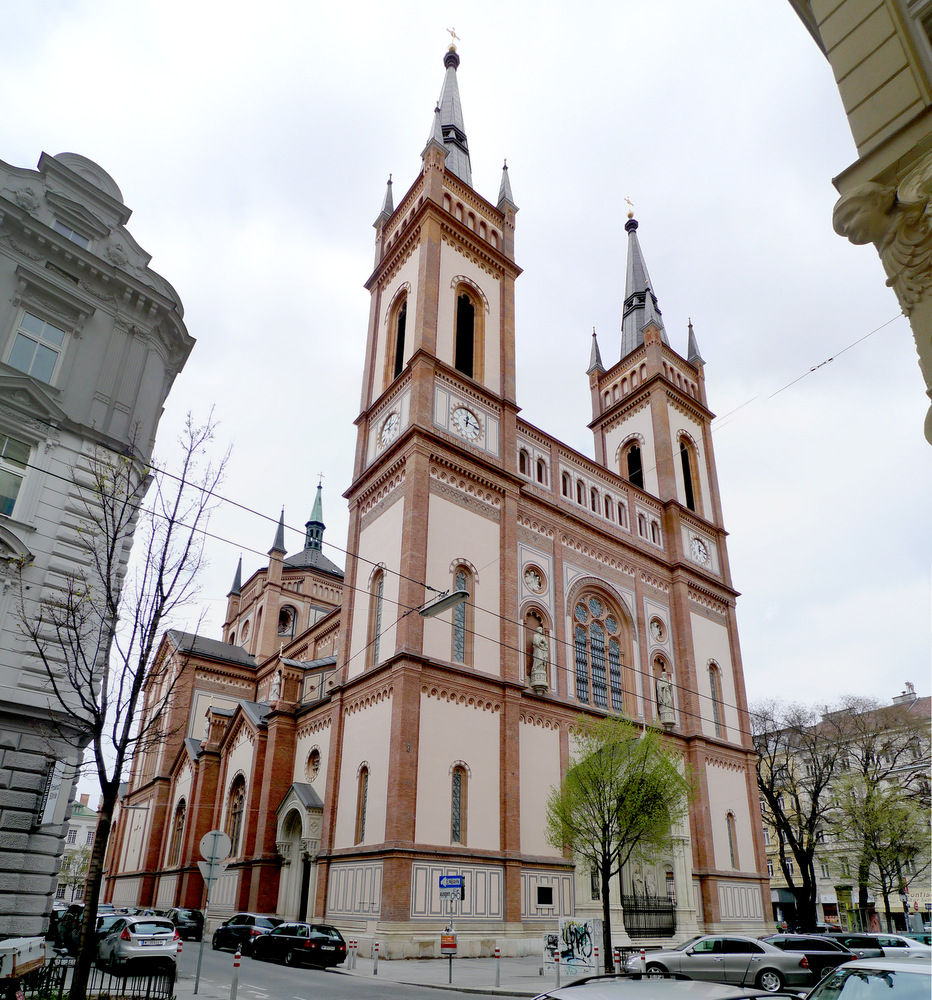
Altlerchenfelder Pfarrkirche, Wien